# English Football League Cup 2018-2019
La English Football League Cup 2018-2019, conosciuta anche con il nome di Carabao Cup per motivi di sponsorizzazione, è stata la 59ª edizione del terzo torneo calcistico più importante del calcio inglese, la 53ª in finale unica. La manifestazione, ebbe inizio il 13 agosto 2018 e si concluse il 24 febbraio 2019 con la finale di Wembley.
Il trofeo fu vinto dal Manchester City, che nella stessa stagione riuscì ad imporsi anche in Premier League ed in FA Cup, diventando così la prima squadra inglese a realizzare il treble (vale a dire vittoria in campionato e nelle due coppe nazionali). I Citizens superarono nell'atto conclusivo il Chelsea, prevalendo per 4-3 ai calci di rigore, dopo lo 0-0 dei tempi supplementari.

## Formula
La EFL Cup è aperta alle 20 squadre di Premier League e a tutte le 72 squadre della English Football League; il torneo è suddiviso in sette fasi, così da avere 32 squadre al termine del terzo turno. Le squadre che partecipano alle competizioni europee vengono sorteggiate solamente dal terzo turno, mentre le restanti squadre di Premier League entrano al secondo turno.
Ogni turno della EFL Cup è composto da scontri ad eliminazione diretta, ad esclusione delle semifinali che si compongono di due match dove la squadra con il miglior risultato combinato accede in finale. Se uno scontro termina in parità, escludendo la finale, vengono disputati i calci di rigore senza effettuare i tempi supplementari. Da questa edizione i rigori tornano a essere disputati con il sistema ABAB, le teste di serie verranno rimosse per i primi due turni anche se rimane la divisione nord/sud e verrà usato il VAR per le partite giocate in casa dalle squadre di Premier League.
Nei primi cinque turni, la squadra che viene sorteggiata per prima ottiene il vantaggio del campo; nelle semifinali, invece, la prima squadra sorteggiata gioca il primo match in casa. La finale viene disputata su campo neutro.
|                              | Squadre che entrano in questo turno                                                                                           | Squadre qualificate dal turno precedente    |
| ---------------------------- | --- | ------------------------------------------- |
| Primo turno (70 squadre)     | - 24 squadre dalla Football League Two - 24 squadre dalla Football League One - 22 squadre dalla Football League Championship |                                             |
| Secondo turno (50 squadre)   | - 2 squadre dalla Football League Championship - 13 squadre dalla Premier League (non partecipanti alle competizioni europee) | - 35 squadre vincitrici del primo turno     |
| Terzo turno (32 squadre)     | - 7 squadre dalla Premier League (partecipanti alle competizioni europee)                                                     | - 25 squadre vincitrici del secondo turno   |
| Quarto turno (16 squadre)    | | - 16 squadre vincitrici del terzo turno     |
| Quarti di finale (8 squadre) | | - 8 squadre vincitrici del quarto turno     |
| Semifinali (4 squadre)       | | - 4 squadre vincitrici dei quarti di finale |
| Finale (2 squadre)           | | - 2 squadre vincitrici delle semifinali     |

## Primo turno
Il sorteggio del primo turno è stato effettuato il 15 giugno 2018 in Vietnam.
Al primo turno hanno preso parte 70 squadre del sistema della Football League (tutti i 24 club della Football League Two, tutti i 24 club della Football League One e 22 club della Football League Championship).
| Squadra 1         | Risultato        | Squadra 2          |
| ----------------- | ---------------- | ------------------ |
| 14 agosto 2018    |                  |                    |
| Nottingham Forest | 1 - 1 (10-9 dtr) | Bury               |
| Blackpool         | 3 - 1            | Barnsley           |
| Bristol City      | 0 - 1            | Plymouth           |
| Bristol Rovers    | 2 - 1            | Crawley Town       |
| Cambridge Utd     | 1 - 4            | Newport County     |
| Carlisle Utd      | 1 - 5            | Blackburn          |
| Cheltenham Town   | 2 - 2 (6-5 dtr)  | Colchester Utd     |
| Crewe Alexandra   | 1 - 1 (3-4 dtr)  | Fleetwood Town     |
| Exeter City       | 1 - 1 (4-2 dtr)  | Ipswich Town       |
| Grimsby Town      | 0 - 2            | Rochdale           |
| Leeds Utd         | 2 - 1            | Bolton             |
| Macclesfield Town | 1 - 1 (4-2 dtr)  | Bradford City      |
| Mansfield Town    | 6 - 1            | Accrington Stanley |
| Middlesbrough     | 3 - 3 (4-3 dtr)  | Notts County       |
| Millwall          | 0 - 0 (3-1 dtr)  | Gillingham         |
| MK Dons           | 3 - 0            | Charlton           |
| Norwich City      | 3 - 1            | Stevenage          |
| Oldham Athletic   | 0 - 2            | Derby County       |
| Oxford Utd        | 2 - 0            | Coventry City      |
| Port Vale         | 0 - 4            | Lincoln City       |
| Portsmouth        | 1 - 2            | AFC Wimbledon      |
| Preston N.E.      | 3 - 1            | Morecambe          |
| QPR               | 2 - 0            | Peterborough Utd   |
| Rotherham Utd     | 3 - 1            | Wigan              |
| Scunthorpe Utd    | 1 - 2            | Doncaster          |
| Sheffield Utd     | 1 - 1 (4-5 dtr)  | Hull City          |
| Shrewsbury Town   | 1 - 2            | Burton Albion      |
| Southend Utd      | 2 - 4            | Brentford          |
| Swindon Town      | 0 - 1            | Forest Green       |
| Tranmere          | 1 - 3            | Walsall            |
| Wycombe           | 1 - 1 (7-6 dtr)  | Northampton Town   |
| Yeovil Town       | 0 - 1            | Aston Villa        |
| Reading           | 2 - 0            | Birmingham City    |
| West Bromwich     | 1 - 0            | Luton Town         |
| 16 agosto 2018    |                  |                    |
| Sunderland        | 0 - 2            | Sheffield Weds     |

## Secondo turno
Il sorteggio del secondo turno si è svolto il 16 agosto 2018.

Alle 35 squadre vincenti del primo turno si sono aggiunti due club della Football League Championship e i 13 club della Premier League non coinvolti nelle competizioni europee.
| Squadra 1         | Risultato       | Squadra 2         |
| ----------------- | --------------- | ----------------- |
| 28 agosto 2018    |                 |                   |
| Swansea City      | 0 - 1           | Crystal Palace    |
| Blackburn         | 4 - 1           | Lincoln City      |
| Bournemouth       | 3 - 0           | MK Dons           |
| Brentford         | 1 - 0           | Cheltenham Town   |
| Brighton          | 0 - 1           | Southampton       |
| Burton Albion     | 1 - 0           | Aston Villa       |
| Cardiff City      | 1 - 3           | Norwich City      |
| Doncaster         | 1 - 2           | Blackpool         |
| Fulham            | 2 - 0           | Exeter City       |
| Hull City         | 0 - 4           | Derby County      |
| Leeds Utd         | 0 - 2           | Preston N.E.      |
| Leicester City    | 4 - 0           | Fleetwood Town    |
| Middlesbrough     | 2 - 1           | Rochdale          |
| Newport County    | 0 - 3           | Oxford Utd        |
| QPR               | 3 - 1           | Bristol Rovers    |
| Sheffield Weds    | 0 - 2           | Wolverhampton     |
| Walsall           | 3 - 3 (1-3 dtr) | Macclesfield Town |
| AFC Wimbledon     | 1 - 3           | West Ham Utd      |
| Wycombe           | 2 - 2 (4-3 dtr) | Forest Green      |
| Stoke City        | 2 - 0           | Huddersfield Town |
| West Bromwich     | 2 - 1           | Mansfield Town    |
| 29 agosto 2018    |                 |                   |
| Everton           | 3 - 1           | Rotherham Utd     |
| Millwall          | 3 - 2           | Plymouth          |
| Nottingham Forest | 3 - 1           | Newcastle Utd     |
| Reading           | 0 - 2           | Watford           |

## Terzo turno
Il sorteggio del terzo turno si è svolto il 30 agosto 2018.

Alle 25 squadre vincenti del secondo turno si sono aggiunti i sette club della Premier League coinvolti nelle competizioni europee.
| Squadra 1         | Risultato       | Squadra 2         |
| ----------------- | --------------- | ----------------- |
| 25 settembre 2018 |                 |                   |
| Blackpool         | 2 - 0           | QPR               |
| Bournemouth       | 3 - 2           | Blackburn         |
| Burton Albion     | 2 - 1           | Burnley           |
| Millwall          | 1 - 3           | Fulham            |
| Oxford Utd        | 0 - 3           | Manchester City   |
| Preston N.E.      | 2 - 2 (3-4 dtr) | Middlesbrough     |
| Wolverhampton     | 0 - 0 (1-3 dtr) | Leicester City    |
| Wycombe           | 3 - 4           | Norwich City      |
| Manchester Utd    | 2 - 2 (7-8 dtr) | Derby County      |
| West Bromwich     | 0 - 3           | Crystal Palace    |
| 26 settembre 2018 |                 |                   |
| Arsenal           | 3 - 1           | Brentford         |
| Liverpool         | 1 - 2           | Chelsea           |
| Nottingham Forest | 3 - 2           | Stoke City        |
| West Ham Utd      | 8 - 0           | Macclesfield Town |
| Tottenham         | 2 - 2 (4-2 dtr) | Watford           |
| 2 ottobre 2018    |                 |                   |
| Everton           | 1 - 1 (3-4 dtr) | Southampton       |

## Quarto turno
Il sorteggio degli ottavi di finale si è svolto il 29 settembre 2018.
| Squadra 1        | Risultato       | Squadra 2         |
| ---------------- | --------------- | ----------------- |
| 30 ottobre 2018  |                 |                   |
| Bournemouth      | 2 - 1           | Norwich City      |
| Burton Albion    | 3 - 2           | Nottingham Forest |
| 31 ottobre 2018  |                 |                   |
| Arsenal          | 2 - 1           | Blackpool         |
| Chelsea          | 3 - 2           | Derby County      |
| West Ham Utd     | 1 - 3           | Tottenham         |
| Middlesbrough    | 1 - 0           | Crystal Palace    |
| 1º novembre 2018 |                 |                   |
| Manchester City  | 2 - 0           | Fulham            |
| 27 novembre 2018 |                 |                   |
| Leicester City   | 0 - 0 (6-5 dtr) | Southampton       |

## Quarti di finale
Il sorteggio dei quarti di finale di è svolto il 31 ottobre 2018.
| Squadra 1        | Risultato       | Squadra 2       |
| ---------------- | --------------- | --------------- |
| 18 dicembre 2018 |                 |                 |
| Leicester City   | 1 - 1 (1-3 dcr) | Manchester City |
| Middlesbrough    | 0 - 1           | Burton Albion   |
| 19 dicembre 2018 |                 |                 |
| Arsenal          | 0 - 2           | Tottenham       |
| Chelsea          | 1 - 0           | Bournemouth     |

## Semifinali
Il sorteggio delle semifinali si è svolto il 19 dicembre 2018. Le partite di andata si sono giocate l'8 gennaio e il 9 gennaio 2019, mentre quelle di ritorno il 23 gennaio ed il 24 gennaio 2019.
| Squadra 1       | Totale          | Squadra 2     | Andata         | Ritorno         |
| --------------- | --------------- | ------------- | -------------- | --------------- |
|                 |                 |               | 8 gennaio 2019 | 24 gennaio 2019 |
| Tottenham       | 2 - 2 (2-4 dcr) | Chelsea       | 1 - 0          | 1 - 2           |
|                 |                 |               | 9 gennaio 2019 | 23 gennaio 2019 |
| Manchester City | 10 - 0          | Burton Albion | 9 - 0          | 1 - 0           |

## Finale
| Arbitro: | Jonathan Moss |

|                                          |                      |                                        |
| Jorginho Azpilicueta Emerson Luiz Hazard | Tiri di rigore 3 – 4 | Gündoğan Agüero Sané B. Silva Sterling |

| Chelsea | Manchester City |

| CHELSEA (4-3-3) |    |                       |     |     |
|                 |    |                       |     |     |
| P               | 1  | Kepa Arrizabalaga     |     |     |
| D               | 28 | César Azpilicueta (C) |     |     |
| D               | 2  | Antonio Rüdiger       | 72’ |     |
| D               | 30 | David Luiz            | 30’ |     |
| D               | 33 | Emerson Palmieri      |     |     |
| C               | 7  | N'Golo Kanté          |     |     |
| C               | 5  | Jorginho              | 88’ |     |
| C               | 8  | Ross Barkley          |     | 89’ |
| A               | 22 | Willian               |     | 95’ |
| A               | 10 | Eden Hazard           |     |     |
| A               | 11 | Pedro                 |     | 79’ |
| A disposizione: |    |                       |     |     |
| P               | 13 | Willy Caballero       |     |     |
| D               | 27 | Andreas Christensen   |     |     |
| C               | 12 | Ruben Loftus-Cheek    |     | 89’ |
| C               | 17 | Mateo Kovačić         |     |     |
| C               | 20 | Callum Hudson-Odoi    |     | 79’ |
| A               | 9  | Gonzalo Higuaín       |     | 95’ |
| A               | 18 | Olivier Giroud        |     |     |
| Manager:        |    |                       |     |     |
| Maurizio Sarri  |    |                       |     |     |

| MANCHESTER CITY (4-3-3) |    |                     |       |     |
|                         |    |                     |       |     |
| P                       | 31 | Ederson             |       |     |
| D                       | 2  | Kyle Walker         |       |     |
| D                       | 30 | Nicolás Otamendi    | 90+1’ |     |
| D                       | 14 | Aymeric Laporte     |       | 46’ |
| D                       | 35 | Oleksandr Zinchenko |       |     |
| C                       | 17 | Kevin De Bruyne     |       | 86’ |
| C                       | 25 | Fernandinho         | 58’   | 91’ |
| C                       | 21 | David Silva (C)     |       | 79’ |
| A                       | 20 | Bernardo Silva      |       |     |
| A                       | 10 | Sergio Agüero       |       |     |
| A                       | 7  | Raheem Sterling     |       |     |
| A disposizione:         |    |                     |       |     |
| P                       | 49 | Arijanet Muric      |       |     |
| D                       | 3  | Danilo              |       | 91’ |
| D                       | 4  | Vincent Kompany     |       | 46’ |
| C                       | 8  | İlkay Gündoğan      |       | 79’ |
| A                       | 19 | Leroy Sané          |       | 86’ |
| A                       | 26 | Riyad Mahrez        |       |     |
| A                       | 47 | Phil Foden          |       |     |
| Manager:                |    |                     |       |     |
| Pep Guardiola           |    |                     |       |     |

| Man of the Match: Bernardo Silva (Manchester City) |